# Port lotniczy Johna F. Kennedy’ego w Nowym Jorku
Port lotniczy Johna F. Kennedy’ego (ang.: John F. Kennedy International Airport, kod IATA: JFK, kod ICAO: KJFK, d. Idlewild Airport) – międzynarodowe lotnisko znajdujące się w okręgu Queens, w południowo-wschodniej części Nowego Jorku.

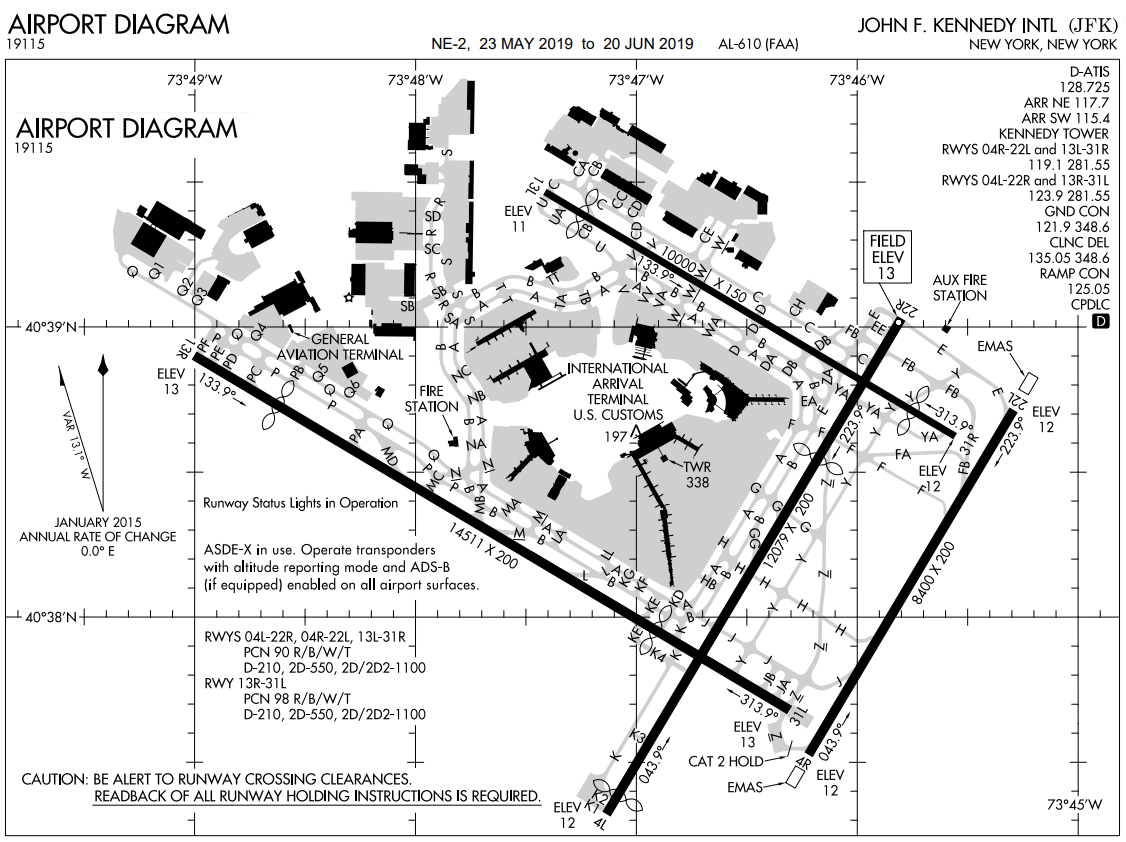
Plan portu lotniczego w 2019

Port lotniczy jest zarządzany jest przez Port Authority of New York and New Jersey, czyli Urząd Portowy (Stanów) Nowy Jork i New Jersey, który zarządza również trzema innymi dużymi lotniskami aglomeracji Nowego Jorku: międzynarodowym portem lotniczym Newark-Liberty, międzynarodowym portem lotniczym LaGuardia oraz portem lotniczym Teterboro w New Jersey (20 km od Manhattanu) intensywnie użytkowanym przez lotnictwo ogólne (ang.: general aviation).

## Linie lotnicze i połączenia
| Linia lotnicza         | Kierunek |
| ---------------------- | --- |
| Aer Lingus             | 1. Dublin 2. Manchester 3. Shannon |
| Aeromexico             | 1. Meksyk Sezonowo: 1. Monterrey |
| Air Canada             | 1. Montreal-Trudeau 2. Toronto-Pearson |
| Air China              | 1. Pekin |
| Air Europa             | 1. Madryt-Barajas |
| Air France             | 1. Paryż-Charles de Gaulle |
| Air India              | 1. Delhi 2. Mumbaj |
| Air New Zealand        | 1. Auckland |
| Air Senegal            | 1. Dakar |
| Air Serbia             | 1. Belgrad |
| Alaska                 | 1. Portland 2. San Diego 3. San Francisco 4. Seattle-Tacoma Sezonowo: 1. Anchorage 2. Palm Springs 3. Puerto Vallarta |
| ANA                    | 1. Tokio-Haneda |
| American Airlines      | 1. Antigua 2. Austin 3. Barbados 4. / Bermudy 5. Buenos Aires-Ezeiza 6. Cancún 7. Charlotte 8. Chicago-O'Hare 9. Dallas-Fort Worth 10. Delhi 11. Georgetown 12. Las Vegas 13. Londyn-Heathrow 14. Los Angeles 15. Madryt-Barajas 16. Meksyk 17. Miami 18. Mediolan-Malpensa 19. Montego Bay 20. Orange County 21. Paryż-Charles de Gaulle 22. Phoenix 23. Punta Cana 24. / Saint Thomas 25. San Francisco 26. São Paulo-Guarulhos 27. Tel-Awiw (zawieszone) 28. Tokio-Haneda Sezonowo: 1. Ateny 2. Barcelona 3. Eagle Country 4. Liberia 5. / Providenciales 6. Rio de Janeiro-Galeão 7. Rzym-Fiumicino 8. Saint Kitts 9. Saint Lucia 10. / Sint Maarten 11. St. Vincent-Argyle |
| American Eagle         | 1. Boston 2. Cincinnati 3. Cleveland 4. Columbus 5. Indianapolis 6. Nashville 7. Norfolk 8. Pittsburgh 9. Raleigh-Durham 10. Toronto-Pearson 11. Waszyngton-Ronald Reagan |
| Arkia                  | 1. Tel-Awiw |
| Asiana Airlines        | 1. Seul |
| Austrian               | 1. Wiedeń |
| Avianca                | 1. Bogota 2. Medellín Sezonowo: 1. Cali 2. Cartagena 3. Pereira |
| Avianca Costa Rica     | 1. San José Sezonowo: 1. San Pedro Sula |
| Avianca Ecuador        | 1. Guayaquil 2. Quito |
| Avianca El Salvador    | 1. Gwatemala 2. San Salvador |
| Azores Airlines        | 1. Ponta Delgada Sezonowo: 1. Terceira |
| British Airways        | 1. Londyn-Gatwick 2. Londyn-Heathrow |
| Brussels Airlines      | 1. Bruksela |
| Cape Air               | 1. Saranac Lake Sezonowo: 1. Hyannis 2. Martha’s Vineyard 3. Nantucket |
| Caribbean Airlines     | 1. Georgetown 2. Kingston 3. Kingstown 4. Port-of-Spain 5. Tobago |
| Cathay Pacific         | 1. Hongkong |
| Cayman Airways         | 1. Wielki Kajman |
| China Airlines         | 1. Tajpej |
| China Eastern          | 1. Szanghaj-Pudon |
| China Southern         | 1. Guangzhou |
| Condor                 | 1. Frankfurt |
| Copa Airlines          | 1. Panama |
| Delta                  | 1. Akra 2. Amsterdam 3. / Aruba 4. Ateny 5. Atlanta 6. Austin 7. Barcelona-El Prat 8. / Bermudy 9. Boston 10. Cancún 11. Dakar 12. Dallas-Fort Worth 13. Denver 14. Detroit 15. Dublin 16. Fort Lauderdale 17. Fort Myers 18. Frankfurt 19. Honolulu 20. Houston (od 8 września 2025) 21. Las Vegas 22. Lizbona 23. Londyn-Heathrow 24. Los Angeles 25. Madryt 26. Meksyk 27. Miami 28. Mediolan-Malpensa 29. Minneapolis 30. Montego Bay 31. Nassau 32. Nowy Orlean 33. Orlando 34. Paryż-Charles de Gaulle 35. Phoenix 36. Portland (Oregon) 37. Punta Cana 38. Rzym-Fiumicino 39. / Sint Maarten 40. Salt Lake City 41. San Antonio 42. San Diego 43. San Francisco 44. / San Juan 45. Santiago de los Caballeros 46. Santo Domingo 47. São Paulo-Guarulhos 48. Seattle-Tacoma 49. Tampa 50. Tel-Awiw 51. West Palm Beach 52. Zurych Sezonowo: 1. Antigua 2. Barbados 3. Berlin 4. Bruksela 5. Buenos Aires-Ezeiza 6. Katania 7. Kopenhaga 8. Eagle Country (od 20 grudnia 2025) 9. Edynburg 10. Genewa 11. Wielki Kajman (od 3 grudnia 2025) 12. Kingston 13. Lagos 14. Londyn-Gatwick 15. Neapol 16. Nicea 17. Palm Springs 18. Praga 19. / Providenciales 20. Reykjavík-Keflavík 21. Rio de Janeiro-Galeão 22. Saint Kitts 23. / Saint Thomas 24. San José del Cabo 25. Shannon 26. Sztokholm-Arlanda 27. Wenecja                                     |
| Delta Connection       | 1. Bangor 2. Boston 3. Buffalo 4. Burlington 5. Charleston 6. Charlotte 7. Chicago-O'Hare 8. Cincinnati 9. Cleveland 10. Columbus 11. Detroit 12. Indianapolis 13. Ithaca 14. Jacksonville 15. Kansas City 16. Memphis (od 8 września 2025) 17. Milwaukee 18. Nashville 19. Norfolk 20. Pittsburgh 21. Portland (ME) 22. Raleigh-Durham 23. Richmond 24. Rochester (NY) 25. Saint Louis (od 8 września 2025) 26. Savannah 27. Syracuse 28. Toronto-Pearson 29. Waszyngton-Dulles 30. Waszyngton-Ronald Reagan Sezonowo: 1. Martha’s Vineyard 2. Nantucket |
| EgyptAir               | 1. Kair |
| El Al                  | 1. Tel-Awiw |
| Emirates               | 1. Dubaj 2. Mediolan-Malpensa |
| Ethiopian Airlines     | 1. Abidżan 2. Addis Abeba |
| Etihad Airways         | 1. Abu Zabi |
| EVA Air                | 1. Tajpej |
| Finnair                | 1. Helsinki |
| Flair Airlines         | Sezonowo: 1. Toronto-Pearson |
| Frontier Airlines      | 1. Atlanta 2. Dallas-Fort Worth 3. Las Vegas 4. Los Angeles 5. Miami 6. Orlando 7. / San Juan 8. Tampa |
| Hawaiian Airlines      | 1. Honolulu |
| Iberia                 | 1. Madryt-Barajas |
| Icelandair             | 1. Reykjavík-Keflavík |
| ITA Airways            | 1. Rzym-Fiumicino |
| Japan Airlines         | 1. Tokio-Haneda |
| Jet Blue               | 1. / Aguadilla 2. Amsterdam 3. Antigua 4. / Aruba 5. Atlanta 6. Barbados 7. Belize City 8. / Bonaire 9. Boston 10. Buffalo 11. Cancún 12. Cartagena 13. Charleston 14. Chicago-O'Hare 15. / Curaçao 16. Denver 17. Detroit 18. Fort Lauderdale 19. Fort Myers 20. Georgetown 21. Wielki Kajman 22. Grenada 23. Gwatemala 24. Guayaquil 25. Hartford 26. Jacksonville 27. Kingston 28. Las Vegas 29. Liberia 30. Londyn-Heathrow 31. Los Angeles 32. Montego Bay 33. Nashville 34. Nassau 35. Nowy Orlean 36. Orlando 37. Paryż-Charles de Gaulle 38. Phoenix 39. Pittsburgh 40. Port-of-Spain 41. Providence 42. Providenciales 43. Puerto Plata 44. Punta Cana 45. Raleigh-Durham 46. Rochester (NY) 47. Saint Kitts 48. St. Lucia-Hewanorra 49. / Sint Maarten 50. St. Vincent-Argyle 51. Salt Lake City 52. San Diego 53. San Francisco 54. San José 55. San José del Cabo 56. / San Juan 57. San Pedro Sula 58. Santiago de los Caballeros 59. Santo Domingo-Las Américas 60. Sarasota 61. Savannah 62. Syracuse 63. Tampa 64. Vancouver 65. Waszyngton-Ronald Reagan 66. West Palm Beach Sezonowo: 1. Albuquerque 2. / Bermudy 3. Bozeman 4. Burbank 5. Dublin 6. Edynburg 7. Hyannis 8. Manchester (NH) 9. Martha’s Vineyard 10. Montrose 11. Nantucket 12. Ontario 13. Ponce 14. Portland 15. Reno-Tahoe 16. Sacramento 17. Seattle-Tacoma 18. Tulum |
| Kenya Airways          | 1. Nairobi |
| KLM                    | 1. Amsterdam |
| Korean Air             | 1. Seul |
| Kuwait Airways         | 1. Kuwejt |
| LATAM Brasil           | 1. São Paulo-Guarulhos |
| LATAM Chile            | 1. Santiago |
| LATAM Peru             | 1. Lima |
| LOT                    | 1. Warszawa-Chopin |
| Lufthansa              | 1. Frankfurt 2. Monachium |
| Neos                   | 1. Mediolan-Malpensa Sezonowo: 1. Bari 2. Palermo |
| Norse Atlantic Airways | 1. Londyn-Gatwick 2. Paryż-Charles de Gaulle Sezonowo: 1. Ateny 2. Berlin 3. Oslo-Gardermoen 4. Rzym-Fiumicino |
| Philippine Airlines    | 1. Manila |
| Qantas                 | 1. Auckland 2. Sydney |
| Qatar Airways          | 1. Doha |
| Royal Air Maroc        | 1. Casablanca |
| Royal Jordanian        | 1. Amman |
| Saudi Arabian          | 1. Dżudda 2. Rijad |
| SAS                    | 1. Kopenhaga Sezonowo: 1. Oslo-Gardermoen |
| Singapore Airlines     | 1. Frankfurt 2. Singapur |
| Sun Country            | 1. Minneapolis |
| SWISS                  | 1. Genewa 2. Zurych |
| TAP Portugal           | 1. Lizbona |
| Turkish Airlines       | 1. Stambuł |
| Uzbekistan Airways     | 1. Taszkent |
| Virgin Atlantic        | 1. Londyn-Heathrow 2. Manchester |
| VivaAerobus            | 1. Meksyk |
| WestJet                | 1. Calgary |
| XiamenAir              | 1. Fuzhou |

## Statystyki ruchu
Ruch pasażerski portu lotniczego w latach 2000-2024:
| Rok  | Pasażerowie | Pasażerowie | Operacje lotnicze | Operacje lotnicze |
| Rok  | Liczba      | Zmiana      | Liczba            | Zmiana            |
| ---- | ----------- | ----------- | ----------------- | ----------------- |
| 2000 | 32 827 867  | 3,5%        | 345 311           | 0,6%              |
| 2001 | 29 312 767  | 10,7%       | 293 590           | 15,0%             |
| 2002 | 29 939 212  | 2,1%        | 287 657           | 2,0%              |
| 2003 | 31 736 092  | 6,0%        | 280 317           | 2,6%              |
| 2004 | 37 575 457  | 18,4%       | 320 086           | 14,2%             |
| 2005 | 40 851 851  | 8,7%        | 349 620           | 9,2%              |
| 2006 | 42 628 882  | 4,3%        | 378 401           | 8,2%              |
| 2007 | 47 717 816  | 11,9%       | 443 723           | 17,3%             |
| 2008 | 47 803 116  | 0,2%        | 438 391           | 1,2%              |
| 2009 | 45 887 942  | 4,0%        | 415 284           | 5,3%              |
| 2010 | 46 515 060  | 1,4%        | 396 881           | 4,4%              |
| 2011 | 47 643 447  | 2,4%        | 408 734           | 3,0%              |
| 2012 | 49 273 824  | 3,4%        | 401 368           | 4,6%              |
| 2013 | 50 451 822  | 2,4%        | 406 096           | 1,2%              |
| 2014 | 53 220 426  | 5,5%        | 423 331           | 4,2%              |
| 2015 | 56 884 730  | 6,9%        | 439 301           | 3,8%              |
| 2016 | 59 103 472  | 3,9%        | 452 407           | 3,0%              |
| 2017 | 59 488 982  | 0,7%        | 448 331           | 0,9%              |
| 2018 | 61 636 235  | 3,6%        | 455 495           | 1,6%              |
| 2019 | 62 571 463  | 1,5%        | 456 179           | 0,2%              |
| 2020 | 16 630 642  | 73,4%       | 199 767           | 56,2%             |
| 2021 | 30 757 513  | 84,9%       | 290 355           | 45,3%             |
| 2022 | 55 079 181  | 79,1%       | 448 341           | 54,4%             |
| 2023 | 62 076 692  | 12,7%       | 479 026           | 6,8%              |
| 2024 | 63 265 984  | 1,9%        | 468 570           | 2,2%              |